# 大熊座CO
大熊座CO，又名BD+37 2162，HD 96813、SAO 62427、HR 4333，是大熊座的一颗恒星，视星等为5.74，位于銀經183.56，銀緯66.52，其B1900.0坐标为赤經11h 3m 49.1s，赤緯+36° 66.52′ 6″。